# Перцевий гриб
Перцевий гриб, маслюк перцевий, моховик перцевий (лат. Chalciporus piperatus) — вид базидіомікотових грибів роду Chalciporus, родини болетових (Boletaceae).

## Будова
Шапинка  діаметром 2—7 см, має опуклу форму, яка пізніше стає випукло-розпростертою, плоско-розпростертою. Поверхня шапинки гладка, клейкувата, пізніше суха, блискуча. У вологу погоду може бути липкою. Колір шапинки від жовто-коричневого до червоно-коричневого.
Гіменофор трубчастий, прирослий, злегка спускається на ніжку. Пори великі, різного розміру, червонуваті, іржаво-коричневі.
Споровий порошок оливково-жовтий або іржаво-коричневий. Спори 7—14 х 3—4 мкм, овальної або циліндрично-овальної форми, жовтувато-оливкові.
Ніжка висотою 3—8 см, діаметром 1—1,5 см, циліндрична, звужена до основи, часто зігнута, крихка, кольору шапинки, біля основи жовта.
М'якоть коричнювато-жовта, в ніжці сірчано-жовта, на зрізі чи пошкодженнях кольору не змінює, з гострим перцевим смаком та без запаху.

## Поширення та середовище існування
Плодові тіла утворює з липня до жовтня, в хвойних та мішаних лісах, утворює мікоризу з сосною. Росте поодинці, рідше невеличкими групами. Поширений по всій Україні (Лісостеп, Полісся, Карпати).

## Практичне використання
Неїстівний гриб, що не має отруйних речовин, але не вживається через гіркий, гострий, пекучий, перцевий смак, який не зникає після кулінарної обробки. Можна використовувати сушеним, як гостру приправу. Гриб дуже подібний до Козляка (Suillus bovinus), від якого відрізняється меншим розміром і гірким смаком м'якоті.